# Natsu no Free & Easy
„Natsu no Free & Easy” (jap. 夏のFree&Easy) – dziewiąty singel japońskiego zespołu Nogizaka46, wydany w Japonii 9 lipca 2014 roku przez N46Div..
Singel został wydany w czterech edycjach: regularnej (CD) i trzech CD+DVD (Type-A, Type-B, Type-C). Osiągnął 1 pozycję w rankingu Oricon i pozostał na liście przez 16 tygodni, sprzedał się w nakładzie 526 564 egzemplarzy i zdobył status podwójnej platynowej płyty.

## Lista utworów
Wszystkie utwory zostały napisane przez Yasushiego Akimoto.

### Type-A
| CD | CD                                                                             | CD               | CD             | CD      |
| Nr | Tytuł utworu                                                                   | Kompozycja       | Aranżacja      | Długość |
| -- | ------------------------------------------------------------------------------ | ---------------- | -------------- | ------- |
| 1. | „Natsu no Free & Easy” (jap. 夏のFree&Easy)                                    | Tomonori Inoue   | Kōta Hashimoto | 5:02    |
| 2. | „Nani mo dekizu ni soba ni iru” (jap. 何もできずにそばにいる)                  | Toshikazu Kadono | Seiichi Kyōda  | 4:16    |
| 3. | „Sono-saki no deguchi” (jap. その先の出口)                                     | Carlos K.        | Carlos K.      | 4:04    |
| 4. | „Natsu no Free & Easy” (jap. 夏のFree&Easy) (off vocal ver.)                   | Tomonori Inoue   | Kōta Hashimoto | 5:02    |
| 5. | „Nani mo dekizu ni soba ni iru” (jap. 何もできずにそばにいる) (off vocal ver.) | Toshikazu Kadono | Seiichi Kyōda  | 4:16    |
| 6. | „Sono-saki no deguchi” (jap. その先の出口) (off vocal ver.)                    | Carlos K.        | Carlos K.      | 4:04    |

| DVD | DVD | DVD     |
| Nr  | Tytuł utworu | Długość |
| --- | --- | ------- |
| 1.  | „Natsu no Free & Easy” (jap. 夏のFree&Easy) (Music Video)                                                             | 5:17    |
| 2.  | „Sono-saki no deguchi” (jap. その先の出口) (Music Video)                                                              | 4:39    |
| 3.  | „Ikoma Rina x Okano Sōhei, Taki Yuriko” (jap. 生駒里奈×岡野草平・瀧由理子)                                            | 1:53    |
| 4.  | „Etō Misa x Yamamoto Wataru” (jap. 衛藤美彩×山本ワタル)                                                               | 4:00    |
| 5.  | „Takayama Kazumi x Yamasaki Renki” (jap. 高山一実×山崎連基)                                                           | 4:02    |
| 6.  | „Nakada Kana x Nakabayashi Jun” (jap. 中田花奈×ナカバヤシジュン)                                                      | 4:02    |
| 7.  | „Nagashima Seira x Nakajima Nozomu” (jap. 永島聖羅×中島望)                                                            | 4:33    |
| 8.  | „Nishino Nanase x Okagawa Tarō” (jap. 西野七瀬×岡川太郎)                                                              | 3:20    |
| 9.  | „Higuchi Hina x Saishu Hideya, Tsujinaka Teru” (jap. 樋口日奈×最首英也・辻中輝)                                       | 2:47    |
| 10. | „Fukagawa Mai x Yamada Atsuhiro” (jap. 深川麻衣×山田篤宏)                                                             | 4:04    |
| 11. | „Hoshino Minami x Miyagawa Keidai” (jap. 星野みなみ×宮川慶大)                                                         | 4:04    |
| 12. | „Yamato Rina x Harima Jun'ichi” (jap. 大和里菜×張間純一)                                                              |         |
| 13. | „Wada Maaya x Taniguchi Isao, Wada Daisuke” (jap. 和田まあや×谷口功・和田大輔)                                        | 4:04    |
| 14. | „Kenkyūsei (Suzuki Ayane, Terada Ranze, Yonetoku Kyōka) x Yamada Atsuhiro Part 1” (jap. 研究生×山田篤宏 Part 1[注 1]) | 3:49    |

### Type-B
| CD | CD                                                                             | CD               | CD              | CD      |
| Nr | Tytuł utworu                                                                   | Kompozycja       | Aranżacja       | Długość |
| -- | ------------------------------------------------------------------------------ | ---------------- | --------------- | ------- |
| 1. | „Natsu no Free & Easy” (jap. 夏のFree&Easy)                                    | Tomonori Inoue   | Kōta Hashimoto  | 5:02    |
| 2. | „Nani mo dekizu ni soba ni iru” (jap. 何もできずにそばにいる)                  | Toshikazu Kadono | Seiichi Kyōda   | 4:16    |
| 3. | „Mukuchi na Lion” (jap. 無口なライオン)                                        | Shusui, Heroism  | Shusui, Heroism | 4:24    |
| 4. | „Natsu no Free & Easy” (jap. 夏のFree&Easy) (off vocal ver.)                   | Tomonori Inoue   | Kōta Hashimoto  | 5:02    |
| 5. | „Nani mo dekizu ni soba ni iru” (jap. 何もできずにそばにいる) (off vocal ver.) | Toshikazu Kadono | Seiichi Kyōda   | 4:16    |
| 6. | „Mukuchi na Lion” (jap. 無口なライオン) (off vocal ver.)                       | Shusui, Heroism  | Shusui, Heroism | 4:24    |

| DVD | DVD | DVD     |
| Nr  | Tytuł utworu                                                                                             | Długość |
| --- | --- | ------- |
| 1.  | „Natsu no Free & Easy” (jap. 夏のFree&Easy) (Music Video)                                                | 5:17    |
| 2.  | „Mukuchi na Lion” (jap. 無口なライオン) (Music Video)                                                    | 9:38    |
| 3.  | „Itō Nene x tangent” (jap. 伊藤寧々×tangent)                                                             | 2:02    |
| 4.  | „Itō Marika x Seki Kazuaki” (jap. 伊藤万理華×関和亮)                                                     | 3:08    |
| 5.  | „Kawago Hina x YUKIO-BU” (jap. 川後陽菜×YUKIO-BU)                                                        | 2:45    |
| 6.  | „Saitō Asuka x Aoyama Yūki” (jap. 齋藤飛鳥×青山裕企)                                                     | 4:04    |
| 7.  | „Saitō Chiharu x Taguchi Den” (jap. 斎藤ちはる×田口田)                                                   | 4:08    |
| 8.  | „Saitō Yuuri x Yamagishi Santa” (jap. 斉藤優里×山岸聖太)                                                 | 3:51    |
| 9.  | „Sakurai Reika x Miki Satoshi” (jap. 桜井玲香×三木聡)                                                    | 4:07    |
| 10. | „Shiraishi Mai x Maruyama Takeshi” (jap. 白石麻衣×丸山健志)                                              | 4:49    |
| 11. | „Hashimoto Nanami x Kumasaka Izuru” (jap. 橋本奈々未×熊坂出)                                             | 4:03    |
| 12. | „Hatanaka Seira x Shima Kentarō, Takeda Satomi” (jap. 畠中清羅×志真健太郎・武田さとみ)                   | 4:06    |
| 13. | „Hori Miona x Akiba Yōji” (jap. 堀未央奈×秋葉陽児)                                                       | 4:05    |
| 14. | „Kenkyūsei (Itō Karin, Itō Junna, Sasaki Kotoko) x Yamada Atsuhiro Part 2” (jap. 研究生×山田篤宏 Part 2) | 4:28    |

### Type-C
| CD | CD                                                                             | CD               | CD             | CD      |
| Nr | Tytuł utworu                                                                   | Kompozycja       | Aranżacja      | Długość |
| -- | ------------------------------------------------------------------------------ | ---------------- | -------------- | ------- |
| 1. | „Natsu no Free & Easy” (jap. 夏のFree&Easy)                                    | Tomonori Inoue   | Kōta Hashimoto | 5:02    |
| 2. | „Nani mo dekizu ni soba ni iru” (jap. 何もできずにそばにいる)                  | Toshikazu Kadono | Seiichi Kyōda  | 4:16    |
| 3. | „Koko ni iru riyū” (jap. ここにいる理由)                                       | Minato Hasegawa  | Carlos K.      | 3:55    |
| 4. | „Natsu no Free & Easy” (jap. 夏のFree&Easy) (off vocal ver.)                   | Tomonori Inoue   | Kōta Hashimoto | 5:02    |
| 5. | „Nani mo dekizu ni soba ni iru” (jap. 何もできずにそばにいる) (off vocal ver.) | Toshikazu Kadono | Seiichi Kyōda  | 4:16    |
| 6. | „Koko ni iru riyū” (jap. ここにいる理由) (off vocal ver.)                      | Minato Hasegawa  | Carlos K.      | 3:55    |

| DVD | DVD | DVD     |
| Nr  | Tytuł utworu | Długość |
| --- | --- | ------- |
| 1.  | „Natsu no Free & Easy” (jap. 夏のFree&Easy) (Music Video)                                                          | 5:17    |
| 2.  | „Koko ni iru riyū” (jap. ここにいる理由) (Music Video)                                                             | 4:41    |
| 3.  | „Akimoto Manatsu x Hirano Nao, Izumida Naomi” (jap. 秋元真夏×平野奈央・泉田尚美)                                   | 4:03    |
| 4.  | „Inoue Sayuri x Koroyasu Yūsuke” (jap. 井上小百合×頃安祐良)                                                        | 5:02    |
| 5.  | „Kawamura Mahiro x Ōishi Takehiro” (jap. 川村真洋×大石健弘)                                                        | 3:55    |
| 6.  | „Kitano Hinako x Kojō Tomohiro, Ueda Masayuki” (jap. 北野日奈子×古城智大・植田正行)                                | 2:14    |
| 7.  | „Shinuchi Mai x Sasagawa Makoto” (jap. 新内眞衣×笹川真)                                                            | 3:55    |
| 8.  | „Nakamoto Himeka x Tsukida Shigeru, Yamamoto Atsuhiko, Shibatani Mai” (jap. 中元日芽香×月田茂・山本篤彦・柴谷麻衣) | 2:54    |
| 9.  | „Nōjo Ami x Okabe Jun” (jap. 能條愛未×岡部潤)                                                                      | 4:06    |
| 10. | „Matsui Rena x Takemae Mitsuaki” (jap. 松井玲奈×竹前光昭)                                                          | 4:56    |
| 11. | „Matsumura Sayuri x Yoshida Tōru” (jap. 松村沙友理×吉田徹)                                                         | 4:00    |
| 12. | „Wakatsuki Yumi x Nakamura Taikō” (jap. 若月佑美×中村太洸)                                                         | 3:50    |
| 13. | „Kenkyūsei (Yamazaki Rena, Watanabe Miria) x Yamada Atsuhiro Part 3” (jap. 研究生×山田篤宏 Part 3)                 | 5:18    |

### Edycja regularna
| CD | CD                                                                                      | CD                  | CD                  | CD      |
| Nr | Tytuł utworu                                                                            | Kompozycja          | Aranżacja           | Długość |
| -- | --------------------------------------------------------------------------------------- | ------------------- | ------------------- | ------- |
| 1. | „Natsu no Free & Easy” (jap. 夏のFree&Easy)                                             | Tomonori Inoue      | Kōta Hashimoto      | 5:02    |
| 2. | „Nani mo dekizu ni soba ni iru” (jap. 何もできずにそばにいる)                           | Toshikazu Kadono    | Seiichi Kyōda       | 4:16    |
| 3. | „Boku ga ikanakya dare ga yukunda?” (jap. 僕が行かなきゃ誰が行くんだ?)                  | Tomohiro Nakatsuchi | Tomohiro Nakatsuchi | 4:22    |
| 4. | „Natsu no Free & Easy” (jap. 夏のFree&Easy) (off vocal ver.)                            | Tomonori Inoue      | Kōta Hashimoto      | 5:02    |
| 5. | „Nani mo dekizu ni soba ni iru” (jap. 何もできずにそばにいる) (off vocal ver.)          | Toshikazu Kadono    | Seiichi Kyōda       | 4:16    |
| 6. | „Boku ga ikanakya dare ga yukunda?” (jap. 僕が行かなきゃ誰が行くんだ?) (off vocal ver.) | Tomohiro Nakatsuchi | Tomohiro Nakatsuchi | 4:22    |

## Skład zespołu
| „Natsu no Free & Easy” |
| --- |
| - Nogizaka46 1. gen.: Manatsu Akimoto, Sayuri Inoue, Misa Etō, Yūri Saitō, Reika Sakurai, Mai Shiraishi, Kazumi Takayama, Nanase Nishino (środek), Nanami Hashimoto, Mai Fukagawa, Minami Hoshino, Sayuri Matsumura, Rina Yamato, Yumi Wakatsuki - Nogizaka46 1. gen / AKB48 Team B: Rina Ikoma - Nogizaka46 2. gen.: Miona Hori - SKE48 Team E / Nogizaka46: Rena Matsui |

| „Nani mo dekizu ni soba ni iru” |
| --- |
| - Nogizaka46 1. gen.: Manatsu Akimoto, Sayuri Inoue, Misa Etō, Yūri Saitō, Reika Sakurai, Mai Shiraishi, Kazumi Takayama, Nanase Nishino (środek), Nanami Hashimoto, Mai Fukagawa, Minami Hoshino, Sayuri Matsumura, Rina Yamato, Yumi Wakatsuki - Nogizaka46 1. gen. / AKB48 Team B: Rina Ikoma - Nogizaka46 2. gen.: Miona Hori - SKE48 Team E / Nogizaka46: Rena Matsui |

| „Sono-saki no deguchi” |
| --- |
| - 1. gen.: Manatsu Akimoto, Misa Etō, Mai Shiraishi (środek), Kazumi Takayama, Nanami Hashimoto, Sayuri Matsumura, Mai Fukagawa, Rina Yamato - SKE48 Team E / Nogizaka46: Rena Matsui |

| „Mukuchi na Lion” |
| --- |
| - Nogizaka46 1. gen.: Sayuri Inoue, Yūri Saitō, Reika Sakurai, Nanase Nishino (środek), Minami Hoshino, Yumi Wakatsuki - Nogizaka46 1. gen. / AKB48 Team B: Rina Ikoma - Nogizaka46 2. gen.: Miona Hori |

| „Koko ni iru riyū” |
| --- |
| - Nogizaka46 1. gen.: Rena Ichiki, Nene Itō, Marika Itō (środek), Hina Kawago, Mahiro Kawamura, Asuka Saitō, Chiharu Saitō, Seira Nagashima, Kana Nakada, Himeka Nakamoto, Ami Nōjo, Seira Hatanaka, Hina Higuchi, Maaya Wada - Nogizaka46 2. gen.: Hinako Kitano, Mai Shinuchi |

| „Boku ga ikanakya dare ga yukunda?”                                                                                             |
| --- |
| - Nogizaka46 1. gen.: Marika Itō, Sayuri Inoue, Yūri Saitō, Reika Sakurai, Kana Nakada, Nanase Nishino (środek), Yumi Wakatsuki |

## Notowania
| Lista                             | Pozycja |
| --------------------------------- | ------- |
| Oricon Weekly Singles Chart       | 1       |
| Oricon Yearly Singles Chart       | 11      |
| Billboard Japan Hot 100           | 1       |
| Billboard Japan Hot Singles Sales | 1       |